# 29447 Jerzyneyman
29447 Jerzyneyman è un asteroide della fascia principale. Scoperto nel 1997, presenta un'orbita caratterizzata da un semiasse maggiore pari a 2,4203052 UA e da un'eccentricità di 0,0715202, inclinata di 7,15348° rispetto all'eclittica.